# Dilwyn
Dilwyn is een civil parish in het bestuurlijke gebied Herefordshire, in het Engelse graafschap Herefordshire met 711 inwoners.

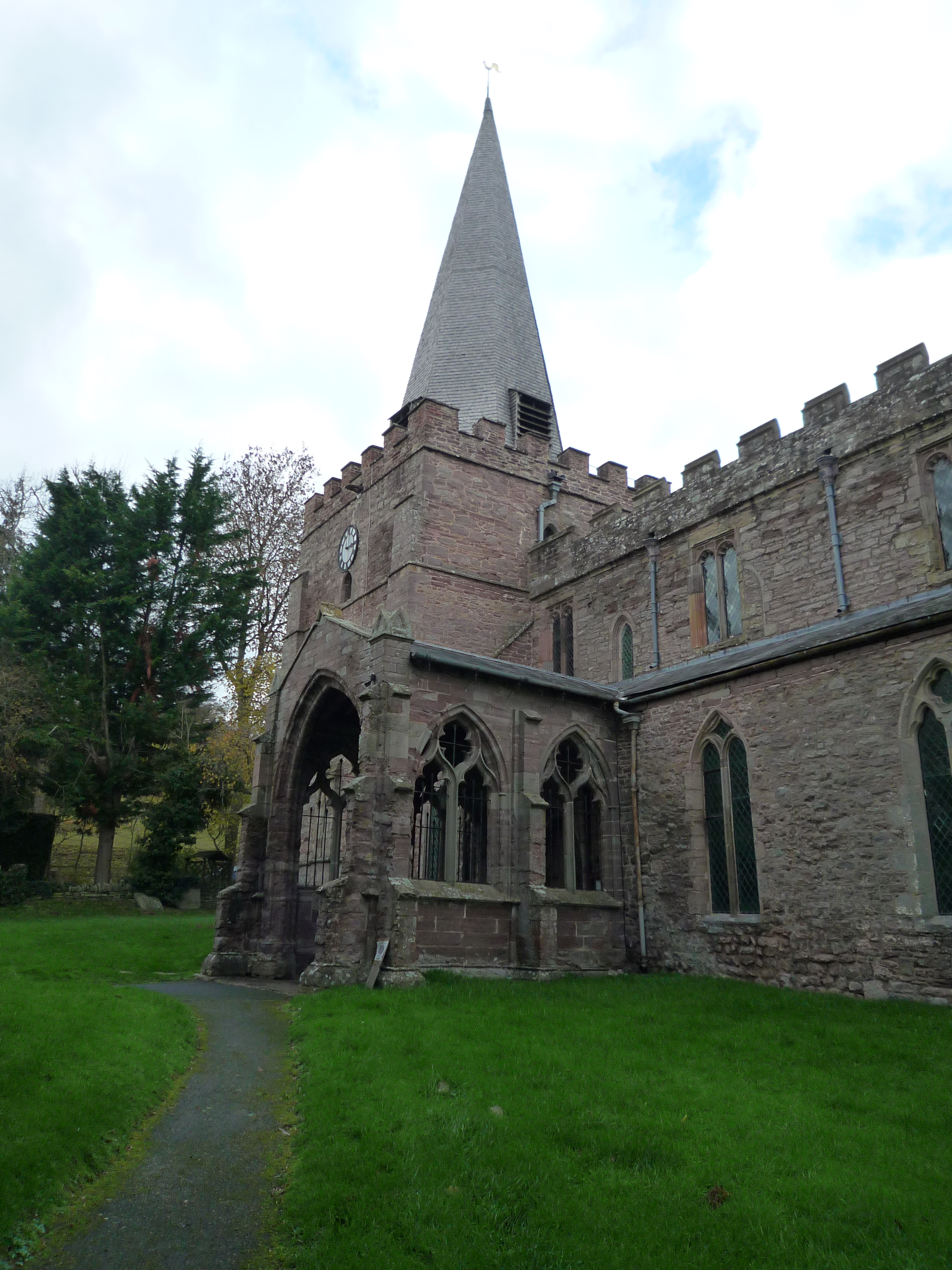
Kerk St. Mary